# 藤田朋
藤田 朋（ふじた とも、1888年（明治21年）10月2日 - 1978年（昭和53年）5月8日）は、大日本帝国陸軍軍人。最終階級は陸軍中将。功三級。

## 経歴
1888年（明治21年）に和歌山県で生まれた。陸軍士官学校第22期、陸軍大学校第34期卒業。1933年（昭和8年）8月1日に陸軍航空兵大佐進級と同時に下志津陸軍飛行学校研究部主事に着任。1934年（昭和9年）3月に飛行第11大隊長（関東軍飛行隊）に転じ、1935年（昭和10年）12月に飛行第11連隊長に就任した。1936年（昭和11年）3月に明野陸軍飛行学校幹事に転じた。
1937年（昭和12年）11月1日に陸軍少将に進級し、第4飛行団長（第5軍のち航空兵団）に就任して日中戦争に出動した。1938年（昭和13年）12月に水戸陸軍飛行学校長に転じ、1940年（昭和15年）8月1日に陸軍中将進級と同時に陸軍航空通信学校長に着任した。1941年（昭和16年）10月15日に待命、10月30日に予備役に編入された。
予備役編入後の1942年（昭和17年）9月11日に満洲航空社長に就任した。